# Mettma
Die Mettma ist ein knapp neunzehn Kilometer langer rechter Nebenfluss der Schlücht im Südschwarzwald in Baden-Württemberg.

## Name
Das Gewässer wurde 1111 als fluvii Metimé erstmals schriftlich erwähnt. Der Name leitet sich wahrscheinlich von althochdeutsch *Metemen aha mit der Bedeutung „(an/in) dem mittleren Fluss“ ab.

## Verlauf und Geografie

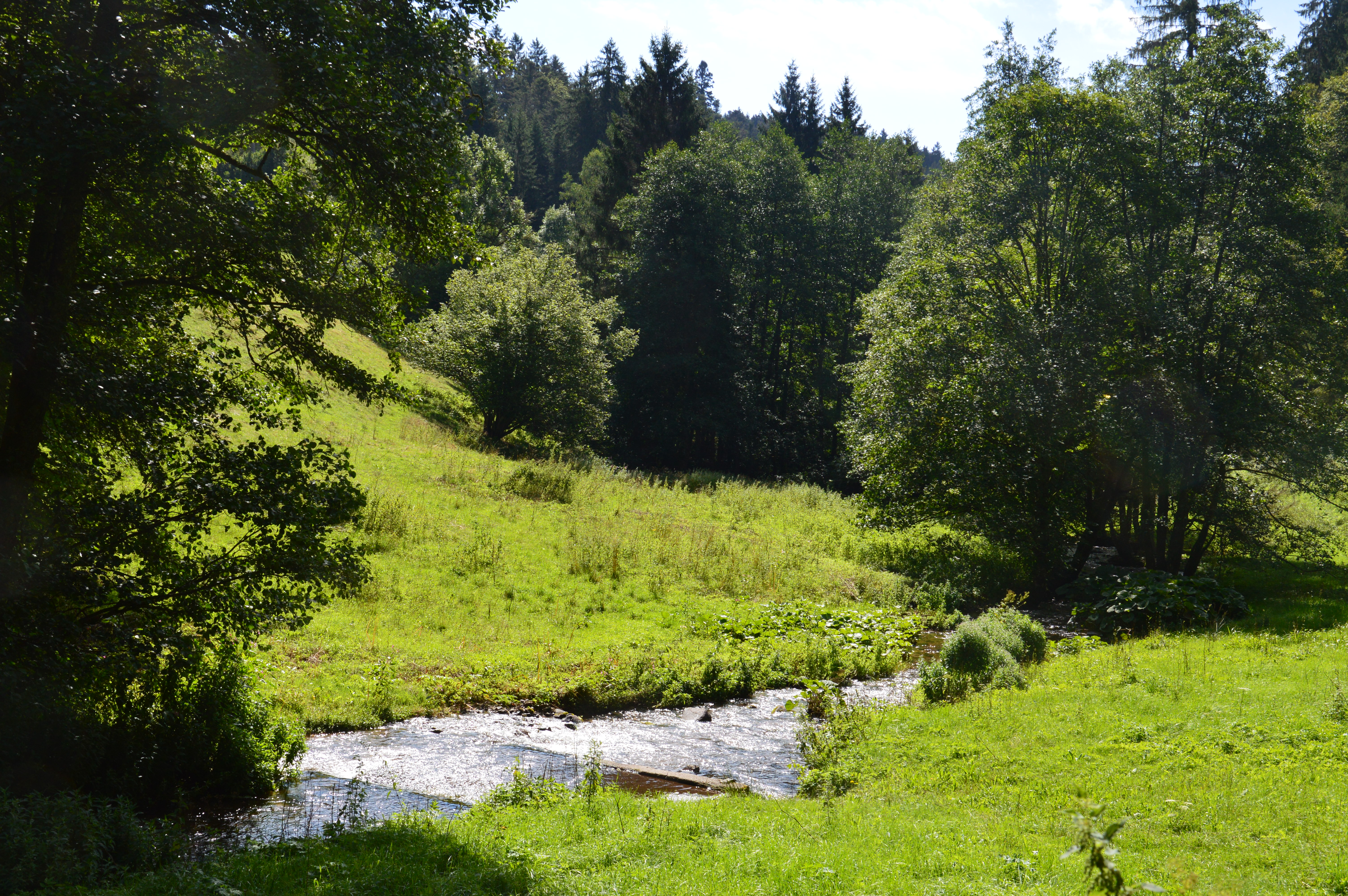
Die obere Mettma

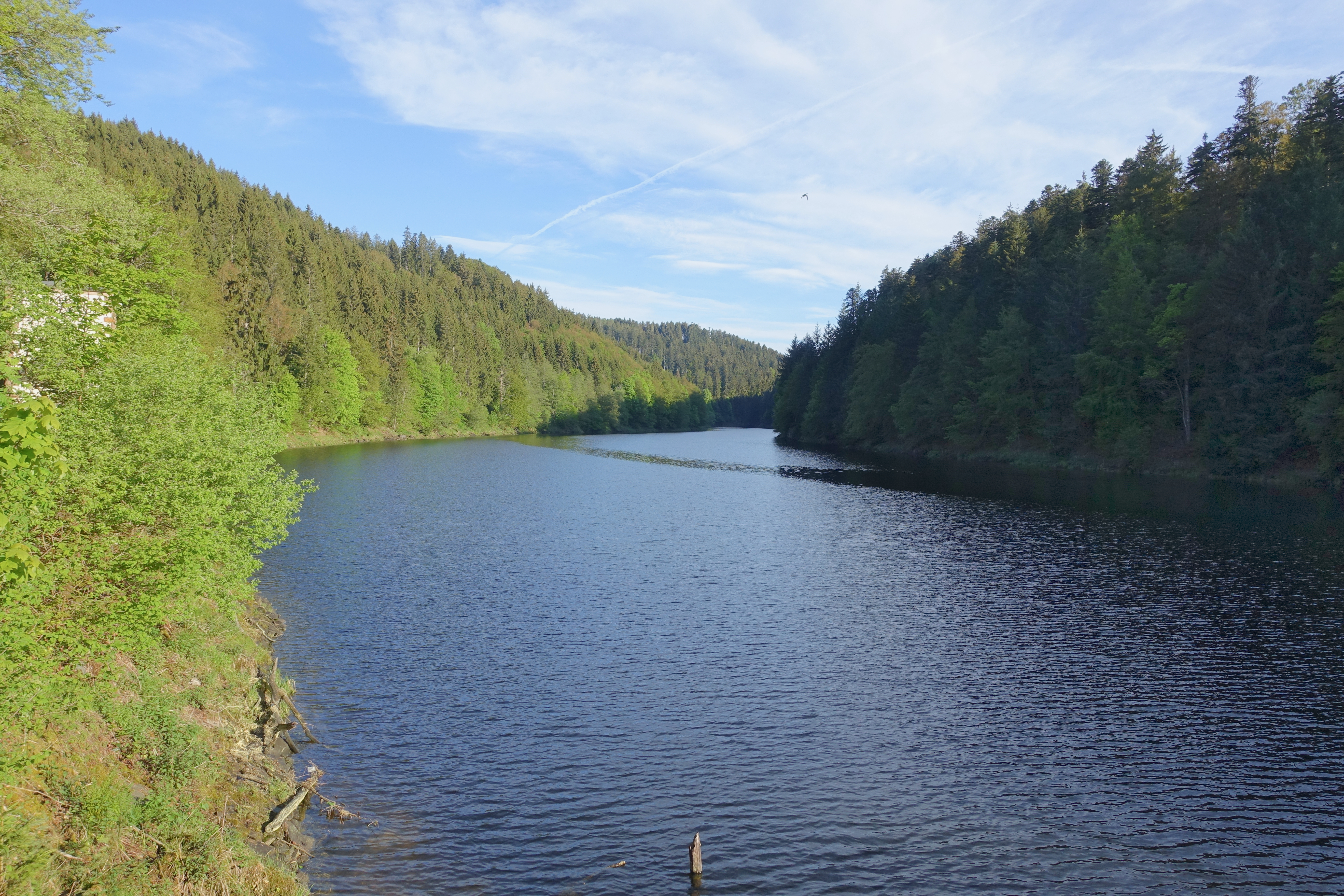
Das Mettmabecken (Stausee) im Kerbtal des Unterlaufs

Die Mettma verläuft zwischen den parallelen Tälern der Schwarza im Westen und der oberen Schlücht in generell südsüdöstlicher Richtung, der Abdachungsrichtung des östlichen Hotzenwaldes folgend.

### Quellgebiet und Oberlauf
Das Quellgebiet liegt östlich des Schluchsees in der tektonisch angelegten und von eiszeitlichen Gletschern ausgeformten Schluchsee-Talung, die sich noch fast 10 Kilometer weit nach Südosten fortsetzt und dabei für die Mettma und andere südwärts querende Bäche auf jeweils kurzer Strecke die Abflusslinie vorgibt. Sie ist durch zahlreiche parallele Geländerücken (meist Seitenmoränen) gegliedert, die vielen Bächen wie auch dem linken Oberlauf der Mettma immer wieder den direkten Weg ins Tal verlegen. Dieser längere Oberlauf entspringt als Aubach knapp 1 km westlich der Ortschaft Faulenfürst (Gemeinde Schluchsee, Landkreis Breisgau-Hochschwarzwald). Diese höchstgelegene Quelle liegt am Osthang des Fohrenbühl auf ca. 1050 m ü. NHN. Nach einem gefällereichen guten Kilometer Lauf nach Süden nimmt er kurz die Richtung eines von Westen kommenden kleinen Wiesenbaches auf und trifft dann wiederum gefällereich von Norden auf den wesentlich kleineren namentlichen Oberlauf der Mettma. Er entspringt etwas östlich des Endbahnhofs Seebrugg der Dreiseenbahn auf knapp 930 m ü. NHN und fließt am Grund der großen Talung gemächlich ostwärts.

### Engtalstrecke im Unterlauf

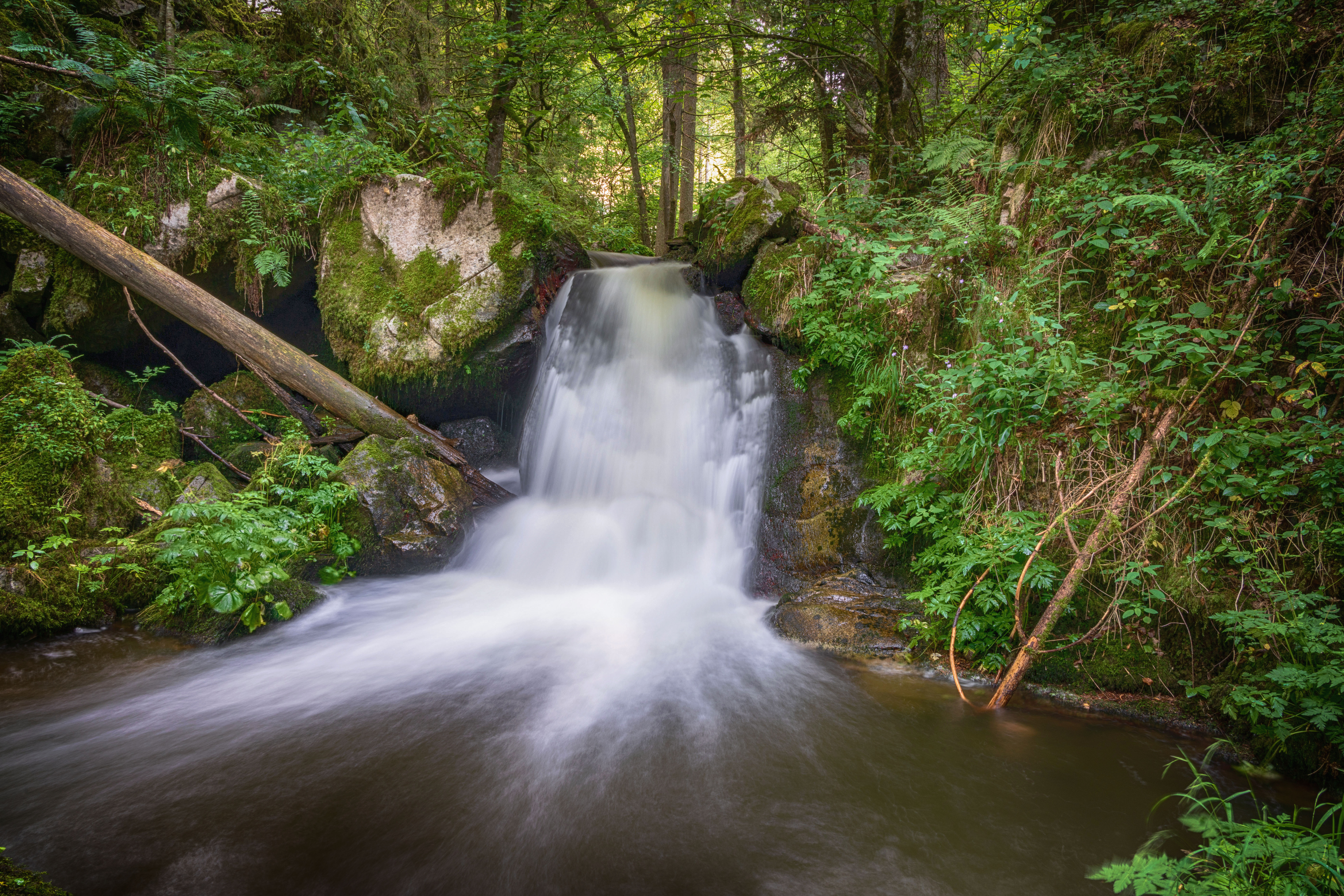
Wasserfall der Mettma im engen unteren Talabschnitt

Noch im Hochtal erreicht die Mettma das Gebiet des Landkreises Waldshut und verlässt es dann kurz vor Rothaus (Gemeinde Grafenhausen) mit scharfem Rechtsknick nach Süden. Das nun engere, aber von einer kleineren Gletscherzunge wiederholt etwas verbreiterte Tal verengt sich im weiteren Flussverlauf bis zur Mündung in die Schlücht weiter und bildet im Grundgebirge des Schwarzwaldes ein 100 bis fast 200 m tiefes Kerbtal. Es schwenkt allmählich südostwärts und knickt dann, gut zwei Kilometer vor der Mündung, unvermittelt nach Süden ab. Diese auch für die Nachbarflüsse typischen südwärtigen Richtungswechsel hängen mit dem Aufsteigen des Schwarzwaldes im Tertiär (Neogen) zusammen, was, als die Flüsse noch nicht die heutigen Engtäler gebildet hatten, quasi zu deren „Auskippen“ nach Süden führte. Ein letzter Talknick vor der Mündung, nun nach Osten, korrespondiert mit einem ehemaligen, 65 Meter höher liegenden Talgrund, der die Südrichtung fortsetzt und erst 2 Kilometer weiter auf das Schlüchttal trifft. Das Tal der Schlücht hat, im Gegensatz zum einmündenden Mettmatal, Schluchtcharakter. Bei der Mündung in die Schlücht führt die Mettma trotz fast gleich großen Einzugsgebietes mit 0,92 m³/s etwas mehr Wasser als die Schlücht (0,79 m³/s), vor allem, weil sie etwas höhere Niederschlagssummen erhält.

### Zuflüsse und Seen
Liste der direkten Zuflüsse und  Seen von der Quelle zur Mündung. Gewässerlänge, Seefläche, Einzugsgebiet und Höhe nach den entsprechenden Layern auf der Onlinekarte der LUBW. Andere Quellen für die Angaben sind vermerkt.
 Auswahl.
Ursprung der Mettma  auf etwa 925 m ü. NHN östlich von Schluchsee-Seebrugg.
- Aubach, von links und Nordwesten auf etwa 921 m ü. NHN, 2,2 km und 2,5 km².[LUBW 4] Entsteht auf etwa 1030 m ü. NHN im Fohrenbühle westlich von Schluchsee-Faulenfürst.
Die Mettma selbst hat bis dorthin erst eine Länge von 0,6 km und ein Teileinzugsgebiet von 0,4 km².
- (Bach vom Möllen), von links und Nordwesten auf etwa 898 m ü. NHN bei Grafenhausen-Amertsfeld, 1,2 km und 2,4 km². Entsteht auf etwa 990 m ü. NHN am Möllen westlich von Grafenhausen-Dürrenbühl.
- Bleisbach, von links und Nordnordosten auf etwa 887 m ü. NHN an der Kläranlage bei Grafenhausen-Brünlisbach, 1,3 km und 1,1 km². Entsteht auf etwa 985 m ü. NHN nördlich von Grafenhausen-Rothaus im Wald.
- (Bach vom Hochstaufen), von rechts und Westnordwesten an auf etwa 855 m ü. NHN an der Schaffhauser Säge von Grafenhausen, 1,6 km und 0,9 km². Entsteht auf etwa 1015 m ü. NHN im Waldgewann Riedbrunnen am Südosthang des Hochstaufen.
- (Bach nahe der Lanzenfurtkapelle), von rechts und Westnordwesten auf etwa 832 m ü. NHN nordöstlich unter der KapelleT, 1,3 km und 0,8 km². Entsteht auf etwa 995 m ü. NHN.
- Schönenbach, von rechts und Westnordwesten auf unter 830 m ü. NHN östlich von Schluchsee-Schönenbach, 2,1 km und 2,1 km². Entsteht auf etwa 997 m ü. NHN im Hürnewald nördlich von Schönenbach.
- Rhinamättle, von rechts und Westen auf etwa 790 m ü. NHN nordöstlich von Grafenhausen-Bulgenbach, 1,5 km und 2,4 km². Entsteht auf etwa 910 m ü. NHN bei Grafenhausen-Staufen.
- Bedebach, von links und Nordosten auf etwa 775 m ü. NHN an der Heidenmühle von Grafenhausen, 1,3 km und 1,0 km². Entspringt auf etwa 945 m ü. NHN an der Kehrhalde nordwestlich von Grafenhausen-Buggenried.
- Bittebach, von links und Nordosten auf etwa 735 m ü. NHN vor der ehemaligen Buggenrieder Mühle, 1,6 km und 1,5 km². Entsteht auf etwa 885 m ü. NHN am Südrand von Buggenried.
- Grundbach, von rechts und Westen auf etwa 719 m ü. NHN kurz vor dem Mettmastausee, 1,2 km und ca. 0,8 km².[LUBW 7] Entsteht auf etwa 863 m ü. NHN wenig östlich des Dorfes Brenden von Ühlingen-Birkendorf.
- Durchfließt auf 717,5 m ü. NHN (Stauziel) den Mettmastausee, 11,0 ha.
- Sägenbächle, von links und Norden auf unter 650 m ü. NHN vor der Lochmühle von Ühlingen-Birkendorf, 4,4 km und 3,3 km². Entsteht auf etwa 895 m ü. NHN östlich von Buggenried.
- Lochwiesenbach, von links und Nordnordosten auf etwa 620 m ü. NHN an der Lochmühle, 0,9 km und ca. 1,4 km².[LUBW 7] Entsteht auf etwa 715 m ü. NHN im Waldtobel Lochwiesen westlich von Ühlingen-Birkendorf-Riedern am Wald.
- Langhag, von links und insgesamt Norden auf unter 580 m ü. NHN unter der Burgruine Mandach, 1,6 km und ca. 1,0 km².[LUBW 7] Entsteht auf etwa 730 m ü. NHN nördlich von Ühlingen-Birkendorf-Weilerhöfe.

Mündung der Mettma von rechts und Nordosten auf wenhig unter 523,5 m ü. NHN östlich von Ühlingen-Birkendorf-Berau in die mittlere Schlücht. Der Bach ist hier ab dem Ursprung seines kürzeren rechten Namens-Oberlaufs 17,2 km, ab dem Ursprung seines längeren linken Oberlaufs Aubach gerechnet 18,8 km lang und hat ein 39,8 km² großes Einzugsgebiet.

## Nutzung und Erschließung

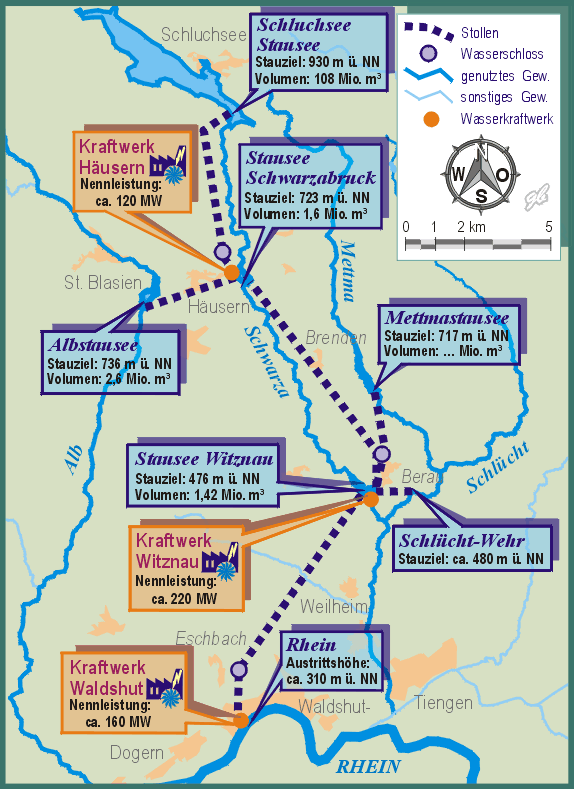
Mettma mit Stausee im Rahmen des Pumpspeichernetzwerkes Schluchsee

Das Tal wird überwiegend forstwirtschaftlich genutzt. Touristisch wird das reizvolle Tal wenig genutzt, auch wenn die östliche Route des Mittelweges dem Tal folgt. Der Mettmastausee steht für Freizeitnutzungen nicht zur Verfügung.

### Wasserkraft
Gut 4 Kilometer oberhalb der Mündung erstreckt sich oberhalb einer Staumauer das Mettmabecken auf einer Länge von bis zu 1,5 km und einer Breite von ca. 125 m. Es gehört zum östlichen Seitenarm eines Pumpspeicher-Verbundes, der daneben aus der dreistufigen Hauptachse zwischen Schluchsee und Rhein und dem westlichen Seitenarm mit dem Albstausee besteht und das ältere von zwei großen Pumpspeicheranlagen der Schluchseewerke AG im Südschwarzwald ist.

### Verkehr
Für den öffentlichen Verkehr mit Kraftfahrzeugen ist das Tal der Mettma, abgesehen von querenden Gemeindeverbindungen, fast auf der gesamten Länge gesperrt.
Der Oberlauf der Mettma wird auf einer kurzen Strecke von der Landesstraße 170 begleitet, die zwischen Seebrugg (Gemeinde Schluchsee) und Bonndorf die B 500 mit der B 315 verbindet. An der Mündung überquert die Schlüchttalsstraße (L 157) von Gurtweil (Stadt Waldshut-Tiengen) nach Rothaus die Mettma. Dazwischen wird das Tal von drei Gemeindeverbindungsstraßen, Berau – Riedern am Wald (Ortsteile von Ühlingen-Birkendorf), Brenden (Ühlingen-Birkendorf) – Buggenried (Grafenhausen) und Schönenbach (Grafenhausen) – Grafenhausen gequert.

## Historische Nutzungen

### Bergbau
Als ortus fluvii Metimē wird die Mettma im Jahr 1111 erstmals in einer Urkunde des Klosters Allerheiligen genannt.
Im Mettmatal wurden sicher schon im Mittelalter, wahrscheinlich aber schon deutlich früher, die an den Abhängen zu Tage tretenden Erzgänge abgebaut. Begehrt war vor allem das Silber, das aber nicht gediegen vorkommt und darum den Abbau des silberhaltigen Bleiglanzes erforderte. Der Gewannname Silberberg unterhalb des Ortes Buggenried geht auf diesen Abbau zurück.
Der Abbau wurde im Mittelalter vom Kloster St. Blasien betrieben oder mit einer Abgabe belegt, wobei auch die Regierung von Vorderösterreich beteiligt war. Der abgebaute Bleiglanz wurde danach im Wurkehof in Todtnau verhüttet und das gewonnene Rohsilber in einer Hütte in Freiburg im Breisgau zu höherem Feingehalt gebracht. Belegt ist die Verwendung des Silbers als Münzmetall in der Freiburger Münze.
Blei wurde im Mittelalter unter anderem beim Bau von Fenstern, Steinverbindungen oder Blechen verwendet.
Der Abbau der Mineralien kam mit Importen billigeren Silbers schon am Ende des Mittelalters mehr und mehr zum Erliegen. Im 20. Jahrhundert (besonders um 1900, zwischen 1922 und 1926 und um 1939) wurden Probeschürfungen im Mettmatal und auch im Schwarzatal vorgenommen. Sie führten von 1923 bis 1926 zu erneutem Abbau von Bleiglanz. Die Pforzheimer Fluss- und Schwerspatwerke GmbH begann in der Grube Brenden von 1959 bis 1962 mit dem Abbau und zeitweiliger Förderung von Flussspat, das der Herstellung von Fluor und Fluorverbindungen dient. Fluss- und Schwerspat wird im Schwarzwald nur noch in der Grube Clara abgebaut. Bei Urberg zeigt das 2001 eröffnete Mineralienmuseum einen Einblick in die Arbeit im ehemaligen Fluss- und Schwerspatbergwerk „Gottesehre“ in Höll-Bildstein.

### Mühlen und Sägereien entlang der Mettma
Die Wasserkraft der Mettma wurde durch mehrere Getreide- bzw. Sägemühlen genutzt so die Schaffhauser Säge, Klausenmühle, Buggenrieder Mühle, Heidenmühle und die Lochmühle.
Im Mittelalter wurde über das Berauer Wuhr Wasser am westlichen Talhang entlang bis nach Berau geführt, um dort unter anderem die Wasserkraft nutzen zu können.

### Burgen entlang der Mettma
- Burg Mandach

### LUBW
Amtliche Online-Gewässerkarte mit passendem Ausschnitt und den hier benutzten Layern: Lauf und Einzugsgebiet der Mettma

Allgemeiner Einstieg ohne Voreinstellungen und Layer: Daten- und Kartendienst der Landesanstalt für Umwelt Baden-Württemberg (LUBW) (Hinweise)
1. 1 2  Höhe nach dem Höhenlinienbild auf dem Hintergrundlayer Topographische Karte.
2. 1 2  Höhe nach schwarzer Beschriftung auf dem Hintergrundlayer Topographische Karte.
3. 1 2 3  Länge nach dem Layer Gewässernetz (AWGN).
4. 1 2 3  Einzugsgebiet aufsummiert aus den Teileinzugsgebieten nach dem Layer Basiseinzugsgebiet (AWGN).
5. ↑  Seefläche nach dem Layer Stehende Gewässer.
6. ↑  Einzugsgebiet nach dem Layer Basiseinzugsgebiet (AWGN).
7. 1 2 3  Einzugsgebiet abgemessen auf dem Hintergrundlayer Topographische Karte.

### Andere Belege
1. ↑  Günther Reichelt: Geographische Landesaufnahme: Die naturräumlichen Einheiten auf Blatt 185 Freiburg i. Br. Bundesanstalt für Landeskunde, Bad Godesberg 1964. → Online-Karte (PDF; 3,7 MB)
2. ↑  LUBW: Abfluss-Kennwerte HQ und MQ/NQ (Memento des Originals vom 28. Dezember 2017 im Internet Archive)  Info: Der Archivlink wurde automatisch eingesetzt und noch nicht geprüft. Bitte prüfe Original- und Archivlink gemäß Anleitung und entferne dann diesen Hinweis., abgerufen am 1. Oktober 2016
3. ↑  Albrecht Greule: Deutsches Gewässernamenbuch. Walter de Gruyter, Berlin / Boston 2014, ISBN 978-3-11-057891-1, S. 348, „Mettma“ (Auszug in der Google-Buchsuche).
4. ↑  Willi Paul: Die Naturgeschichte der Wutachschlucht – Geologie. In: Fritz Hockenjos (Hrsg.): Wanderführer durch die Wutach- und Gauchachschlucht, Freiburg (Rombach), 1973, S. 11
5. ↑  Rudolf Metz: Geologische Landeskunde des Hotzenwaldes. 1980, S. 399–400ff